# پادارالنگ
پادارالنگ (اندونزیایی: Padalarang) شهری در استان جاوه غربی کشور اندونزی است. جمعیت این شهر بر اساس سرشماری سال ۱۹۹۰ میلادی، ۶۶٫۴۷۷ نفر و بر اساس سرشماری سال ۲۰۰۰ میلادی، ۱۰۲٫۴۹۴ بوده که در سال ۲۰۰۷ میلادی به ۱۳۵٫۲۱۴ نفر افزایش یافته است.
ناحیه پادالارنگ به ۱۰ زیربخش (دهستان) تقسیم می‌شود که به شرح زیر هستند:
- چمپاکامکار
- چیبوروئی
- چیمرنگ
- چیپئوندوئی
- جایامکار
- کرتاجایا
- کرتامولیا
- لاکسانامکار
- پادالارنگ
- تاگوگاپو

## جاذبه‌های محلی
- سی‌تو چیبوروئی
- کوتا بارو پاراهیانگان
- پل چیمت